# Vitalij Romanenko
Vitalij Romanenko, född 13 juli 1926 i Rusaniv i Kiev, död 27 september 2010 i Kiev, var en sovjetisk sportskytt.
Romanenko blev olympisk guldmedaljör i hjortskytte vid sommarspelen 1956 i Melbourne.